# Kamień runiczny z Oddernes

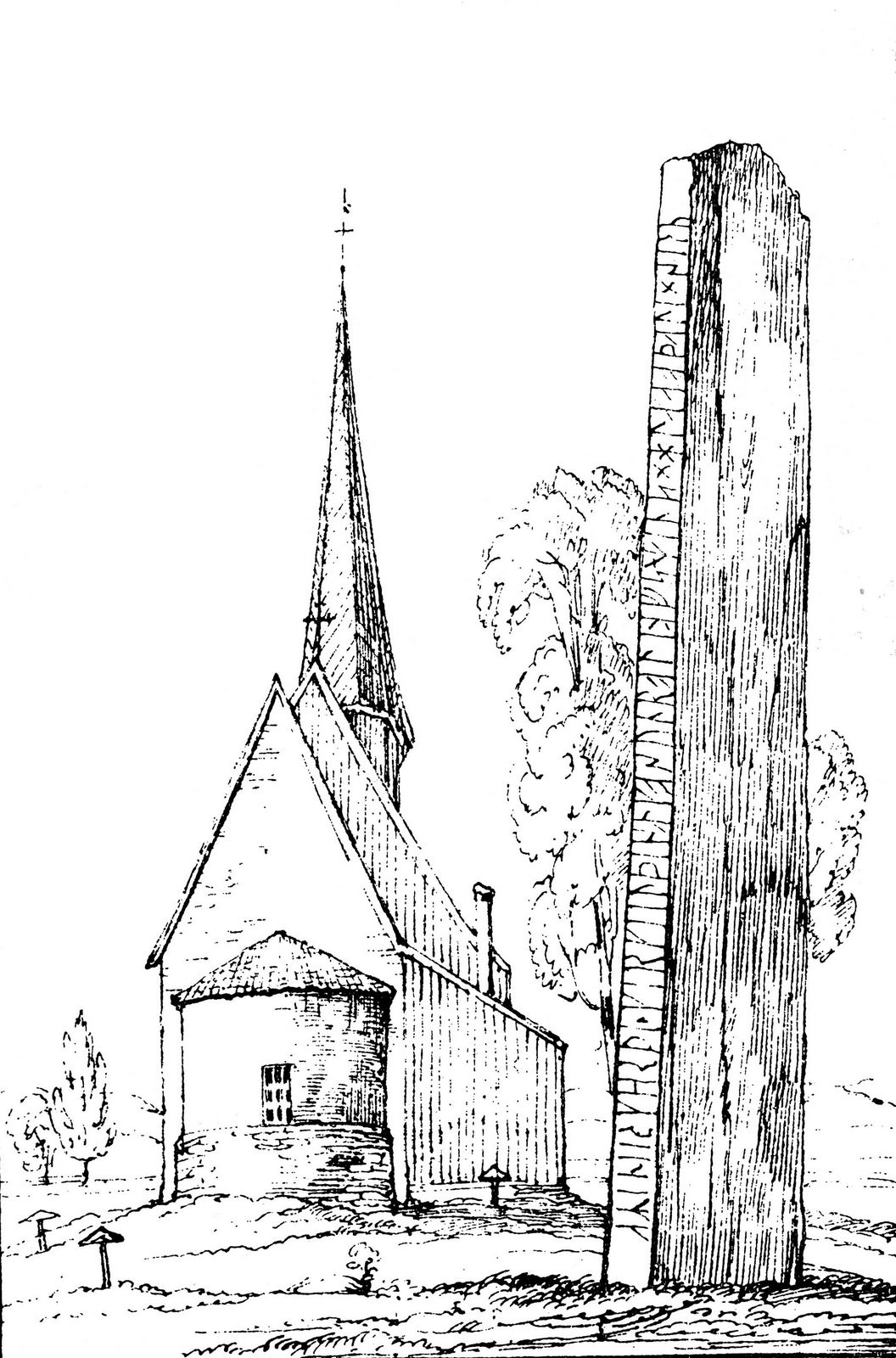
Kościół i kamień runiczny w Oddernes na starej ilustracji

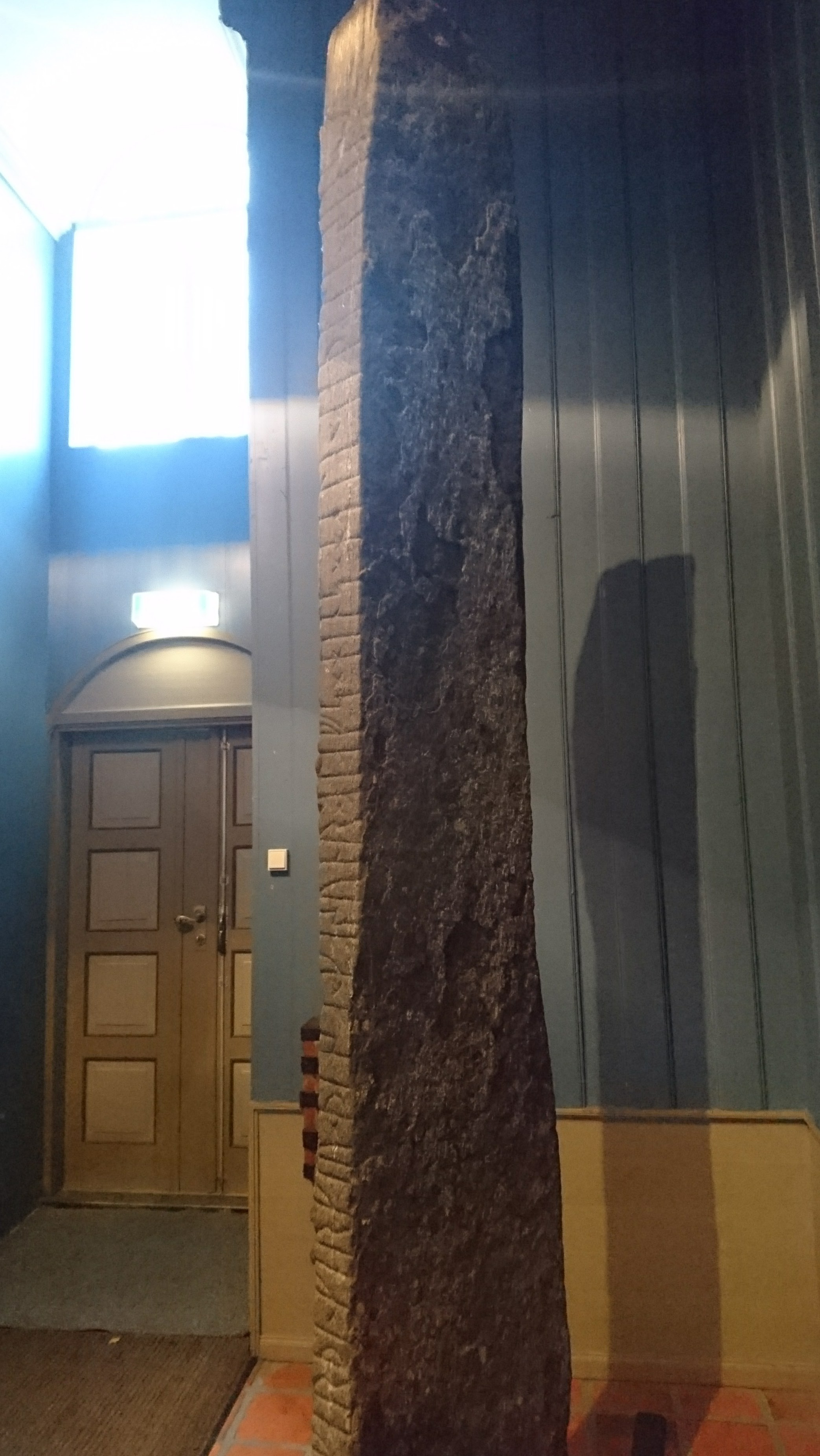
Kamień w kościele w Oddernes

Kamień runiczny z Oddernes – kamień runiczny znajdujący się w miejscowości Oddernes, niedaleko Kristiansand, w norweskim regionie Agder.
Mierzący 3,5 m wysokości kamień ustawiony jest od 1990 roku w przedsionku kościoła w Oddernes. Pierwotnie stał na wzgórzu obok kościoła. Znajdują się na nim dwie inskrypcje zapisane pismem runicznym. Krótsza z nich (oznaczana symbolem N 209), wyryta na szerszym boku kamienia, jest starsza i datowana na X wiek. Jej treść głosi:
- aft þuri niriþs sun is stain sa[3]
- Po Torze, synu Nerids ten kamień[4]

Nerids ów identyfikowany jest przez badaczy z jarlem o tym samym imieniu, wzmiankowanym w Landnámabók, przodkiem jarla Eyvindra, walczącym przeciwko siłom Haralda Pięknowłosego podczas bitwy w Hafrsfjördzie.
Druga, dłuższa inskrypcja (oznaczana symbolem N 210), wyryta jest na jednym z węższych boków kamienia. Pochodzi ona z okresu chrystianizacji Norwegii i upamiętnia działalność zmarłego w 1019 roku Eyvindra Żubrzego Rogu, przyjaciela i chrześniaka króla Olafa II Świętego oraz aktywnego propagatora nowej wiary, opisanego przez Snorriego Sturlusona w Heimskringli. Eyvindr ufundował na terenie swoich włości w Oddernes drewniany kościół i sprowadził do miejscowości kapłana. Inskrypcja głosi:
- ayintr × karþi × kirkiu × þesa × kosunr × olafs × hins × hala × aoþali × sinu[3]
- Eyvindr uczynił ten kościół, syn Boży Olafa Świętego, na swej dziedzicznej ziemi[4]

Ponieważ Olaf tytułowany jest w inskrypcji Świętym, napis musiał zostać wyryty najwcześniej po śmierci władcy w 1030 roku.